# Lợn rừng châu Âu
Lợn rừng châu Âu hay lợn rừng Trung Âu (Danh pháp khoa học: Sus scrofa scrofa) là một phân loài chỉ định của loài lợn rừng có nguồn gốc hoang dã và phân bố trên khắp châu Âu gồm miền bắc Tây Ban Nha, miền bắc nước Ý, Pháp, Đức, Benelux, Đan Mạch, Ba Lan, Cộng hòa Séc, Slovakia và có thể Albania. Cũng từng phân bố ở Anh và đã tuyệt chủng ở quần đảo Anh.

## Đặc điểm
Với tư cách là một phân loài chỉ định (Nominate subspecies) lợn rừng châu Âu đại diện cho những mô tả chung nhất về loài lợn rừng. Đây là một phân loài có kích thước cỡ vừa đến lớn, có bộ lông màu tối là chủ đạo pha lẫn với những bộ lông màu nâu đen, chúng có xương lệ đạo dài và tương đối hẹp. Ở miền Bắc Italy, một phân loài ảo du nhập S. s. scrofa đã phổ biến rộng rãi lai giống với các cá thể có kích thước nhỏ hơn bản địa S. s. majori kể từ những năm 1950.
Có những con lợn rừng có trọng lượng lớn, có thể đến 300 kg, chạy nhanh, bơi lội giỏi, dễ nuôi, ít bị bệnh. Chúng là giống vật du cư sống theo bầy đàn cùng bộ lông sọc vằn màu xám nâu đặc trưng. Lợn rừng ở Tây Ban Nha và Pháp có 36 cặp nhiễm sắc thể ngược lại với các loại lợn rừng của châu Âu có 38 cặp giống như lợn nhà. Hai loại lợn rừng có 36 và 38 cặp nhiễm sắc thể đó được giao phối tạo nên thế hệ con lai có nhiễm sắc thể là 37 và cũng có khả năng sinh sản.

### Kích thước

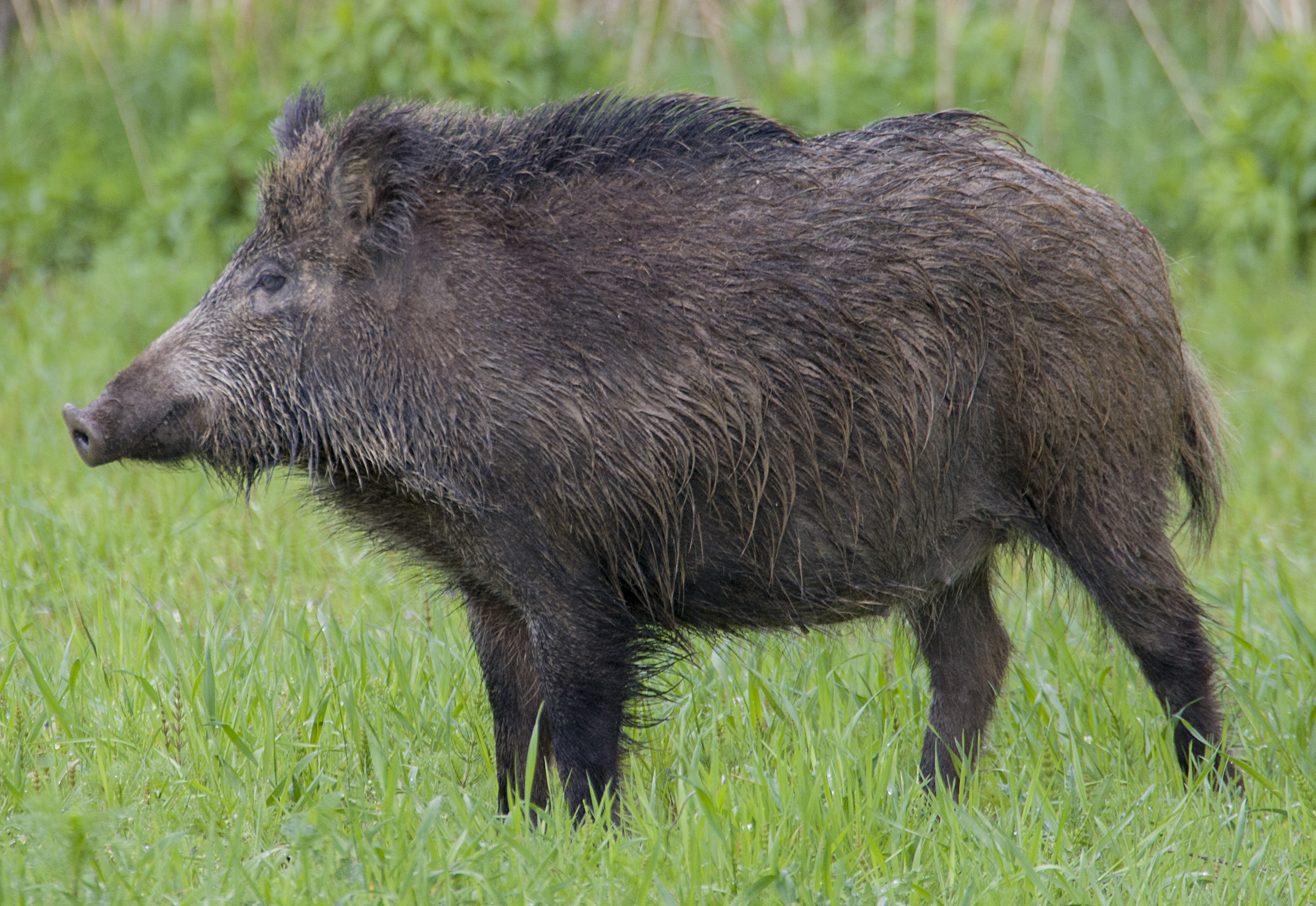
Hình chụp tổng thể về một con lợn rừng châu Âu

Nhìn chung, lợn rừng châu Âu có tầm vóc khá hơn lợn rừng châu Á, có con nặng tới 200 – 300 kg, cao tới 90 – 100 cm, thân dài 150 – 160 cm. Có những con với tầm vóc dài đến 1,5m và nặng 300 kg, và cũng có hệ răng nanh rất phát triển giúp chúng kiếm ăn và phòng vệ. Lợn rừng châu Âu thường có tầm vóc to lớn hơn nhiều so với lợn rừng châu Á. Trong khi lợn rừng châu Á chỉ có thể cao 65–70 cm, dài 120–140 cm. nặng 70–150 kg, thì lợn rừng châu Âu có thể cao tới 90–100 cm, dài từ 150–160 cm, nặng tới 200–350 kg. Con đực thường to lớn hơn con cái khoảng từ 20–30 kg. Thậm chí giống lợn rừng đại hay lợn rừng thần thoại hay lợn rừng rậm lông xuất hiện ở các rừng thưa châu Âu có con những người thợ săn bắt được có trọng lượng khổng lồ 400–600 kg. Tuy nhiên, giống lợn khổng lồ này chưa thể thuần dưỡng được. Về tổng thể, chúng có vóc dáng cân đối, nhanh nhẹn, di chuyển linh hoạt, dài đòn, lưng thẳng, bụng thon, chân dài và nhỏ, cổ dài, đầu nhỏ, mõm dài và nhọn, răng nanh phát triển mạnh, da lông màu hung đen hay xám đen, một gốc chân lông có 3 ngọn. Chúng nhảy cao tới hơn 1,8m, di chuyển với khoảng cách dài và chạy với vận tốc 30 km/h

### Sinh trưởng
Vào mùa xuân, lợn rừng nái thường đẻ từ 10 đến 12 con. Lợn rừng thường có từ 8 – 10 vú, hiếm thấy có lợn trên 12 vú. Lợn rừng cái 6 – 7 tháng tuổi, quãng 20 –27 kg đã bắt đầ động dục. Động dục của lợn rừng cái thầm nặng hơn động dục của lợn nhà nên khó phát hiện. Chúng thường ít kêu rống, thích nằm một chỗ. Âm hộ sưng tấy màu đỏ trong 2 ngày đầu, rồi chuyển sang tím tái từ ngày thứ 3 và thứ 4. Quá trình động dục diễn ra 3 đến 4 ngày và nếu không được phối giống thì 20 – 22 ngày sau lại xuất hiện lần động dục mới. Hoạt động tình dục và sản xuất hormone testosterone ở lợn đực được kích thích (triggered) bởi độ dài của ngày (day length) và đạt mức cao nhất vào giữa mùa thu. Mùa giao phối các con đực sống độc thân sẽ gia nhập đàn lợn cái. Chúng sẽ đánh nhau để tranh giành quyền giao phối và con thắng sẽ chiếm hết các lần giao phối.
Gần tới ngày đẻ, lợn mang thai sẽ tự tìm hoặc tự tạo ra hang hốc và kiếm lá cây khô, cỏ khô để làm ổ đẻ. Các hang đất hoặc hố đất làm ổ đẻ thường là nơi kín đáo, tĩnh mịch, ấm áp và khô ráo. Đây là chỗ để chúng bảo vệ đàn con. Đất pha cát là thích hợp nhất để lợn mang thai đào dũi làm ổ đẻ. Chúng rất hung dữ khi nuôi con. Lợn mẹ không muốn con người và các động vật khác biết ổ đẻ của nó. Do sống hoang dã, mà lợn rừng có tốc độ lớn chậm, có khi 1 năm tuổi chúng mới chỉ nặng được 30 – 40 kg. Khi lợn đạt từ 30 kg/con trở lên, tốc độ lớn của lợn rừng càng chậm lại. Nhiều con lợn cái động dục và phối giống lần đầu lúc 7 – 8 tháng tuổi. Và chỉ nặng trên dưới 20 kg.
Lợn rừng thường có số con đẻ ra mỗi lứa thấp, từ 5 – tám con. Lợn con sơ sinh nhỏ, chỉ vài ba lạng một con. Lợn con thường được lợn mẹ nuôi dưỡng, chăm sóc tới khi lợn mẹ mang thai lần kế thiếp. Thời gian này khéo khi kéo dài tới 3 – 4 tháng. Lợn rừng thường đẻ 1,2 – 1,3 lứa/năm. Nhưng nếu được thuần dưỡng và sớm tách đàn khi nuôi con, lợn rừng lại sinh sản rất mắn, khoảng 2 – 2,3 lứa/năm. Lợn rừng lúc động đực và phối giống xong, lúc mang thai có thể sống chung với bầy đàn cho đến lúc đẻ con, lúc gần đẻ sẽ tách bầy, làm tổ đẻ.
Phần lớn lợn làm tổ bằng cỏ và nhánh cây, tùy khả năng của nó kiếm được về đánh đống cao khoảng 1m, nó kiếm chỗ cao làm tổ. Lợn mẹ sẽ bò vào và bới khoanh rỗng giữa đống cỏ rồi đẻ con và nuôi con ở đây 4 tháng, cho đến lúc con lớn khỏe mạnh rồi mới đưa con vào nhập đàn cùng sinh sống bình thường như cũ. Lợn mẹ và con ở với nhau trong ổ hoặc gần ổ trong 4-6 ngày. Sau đó lợn mẹ và con sẽ quay lại đàn. Lợn con thường bú lẫn mẹ của chúng.

### Tập tính

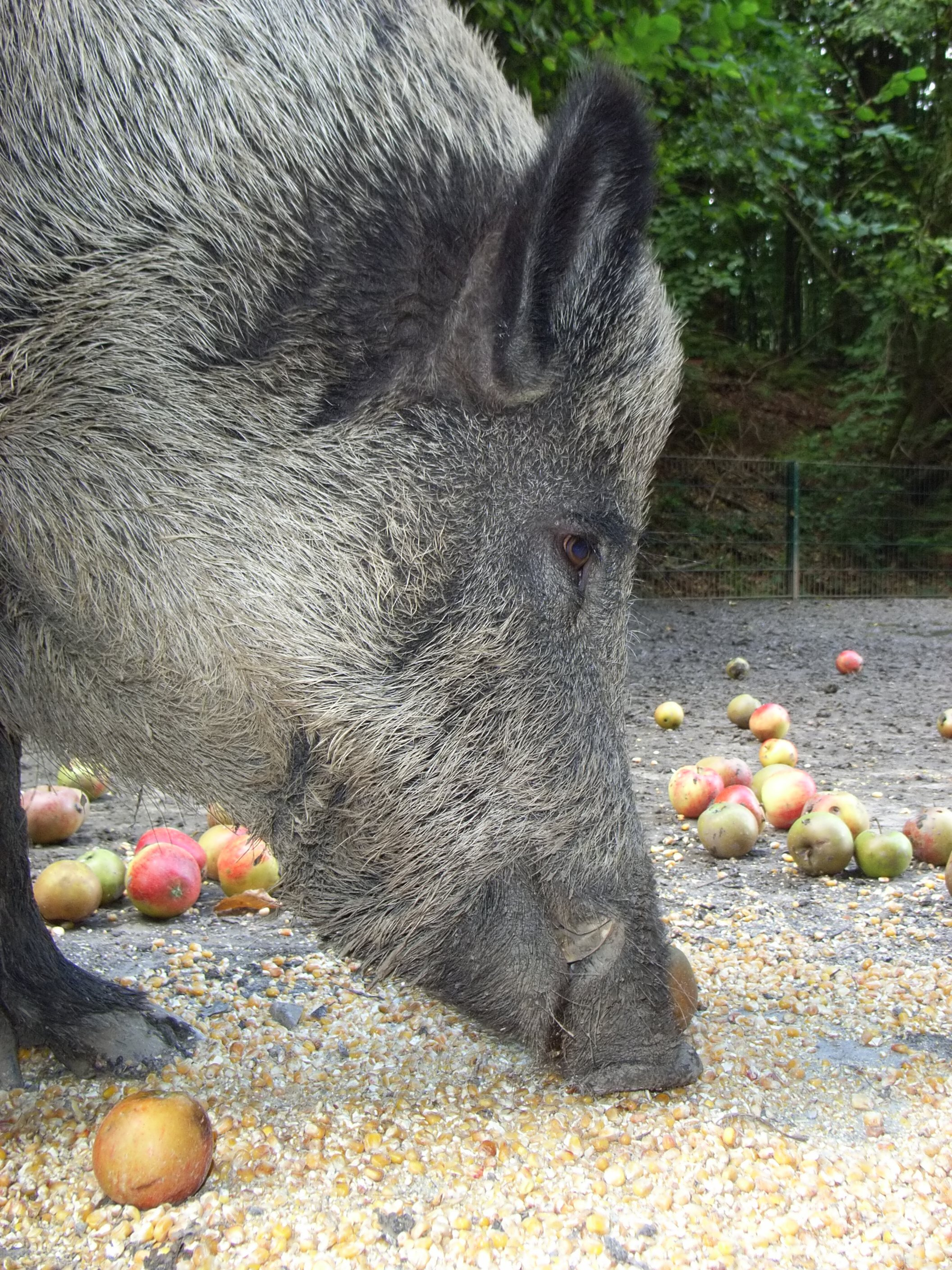
Lợn rừng châu Âu là loài ăn tạp, chúng ăn rất nhiều thứ bắt gặp trên đường đi

Lợn rừng là loài ăn tạp. Chúng ăn cỏ, rễ cây, hoa quả, sâu bọ và những động vật thân mềm khác. Vốn là giống vật du cư, chúng đi lại dọc ngang khắp châu Âu đại lục. Chỉ sau một đêm có thể di chuyển tới 30 cây số đường rừng. Tại miền Nam nước Pháp, lợn rừng di chuyển 2–15 km/đêm, mặc dù khu vực đó chỉ rộng từ 20 – 150 ha. Trong vòng 2-3 tháng lợn trưởng thành đi hết một diện tích 500-1.000; 1.000-2.000 ha; 500-5.000 ha theo thứ tự đối với lợn đực trưởng thành, cái trưởng thành và lợn hậu bị. Trong vòng 6 đến 12 tháng diện tích chúng đi có thể đến 10.000 ha. Nếu như có chỗ nào đó ưa thích trên đường đi, chúng có thể định cư lại đấy một tháng, một năm hay nhiều năm rồi thay đổi chỗ ở so với tất cả các giống vật vốn gắn bó với lối sống hoang dã.
Lợn rừng thường linh hoạt lúc sáng sớm và chiều muộn, và trở thành kẻ ăn đêm ở những vùng không yên tĩnh. Một ngày chúng dùng 4-8 tiếng để gặm cỏ và di chuyển đến vùng có thức ăn. Lúc ăn chúng thường ăn cả đàn. Lợn đực độc thân đôi lúc cũng tham gia sinh hoạt cùng với đàn, tại đây chúng phô trương sức mạnh của mình. Lợn đực thường là những con vật hoạt động lúc hoàng hôn, gặm cỏ từ chạng vạng tối tới rạng đông, có quảng nghỉ ngơi ban ngày và ban đêm. Cúng là những động vật ăn tạp, ăn tất cả những gì nơi chúng đi qua như cỏ, quả hạnh, quả mọng, xác chết, rể cây, củ quả, đồ thừa, sâu bọ giun dế và các loại bò sát nhỏ.
Phạm vi hoạt động có thể còn lớn hơn nếu con vật đó bị trục xuất khỏi đàn khiến nó phải bỏ đi lang thang. Một nghiên cứu tại châu Âu cho thấy chúng có thể đi xa tới 50–250 km. Ở lợn con, thói quen đào ủi bắt đầu có ngay sau một vài ngày đầu sau sinh. Cai sữa sau 3-4 tháng. Khoảng 2 tuần tuổi chúng bắt đầu ăn thức ăn cứng như giun dế và ấu trùng. Lúc đẻ lợn thường đi kiếm vạt đất nào đó kín khuất. Lợn bươi một hố sâu 5–10 cm. Sau đó chúng vơ rơm rác và cành cây chất xung quanh cao khoảng 1m. Hàng ngày chúng chỉ đi khỏi ổ để kiếm ăn. Chúng có khả năng cắp con về một chỗ khi con cái tản mạn.
Heo rừng thường không lùi bước trước bất kỳ vật cản nào trên đường đi, nó có thể chạy xuyên qua những nơi hiểm trở nhất khi bị săn đuổi, hoặc sẵn sàng nghênh chiến với chó săn trong tư thế lỳ lợm. Nếu bất chợt gặp một chú lợn giữa rừng sâu, đầu tiên nó sẽ đứng bất động ngước nhìn với ánh mắt thân thiện để tỏ tình bằng hữu, sau mới nhẹ nhàng tháo lui bằng những bước chạy ngắn cùng cái đuôi ngoe nguẩy. Nếu bị làm giật mình hay dồn vào góc, đặc biệt lợn cái đang cùng với con có thể bảo vệ nó và con của chúng với sức mạnh đáng kể. Lúc chuẩn bị đánh trả, lợn đực sẽ cúi đầu xuống và nhe răng nanh lên. Lợn cái thường tấn công bằng cách ngoạm, cắn. Những cú đánh của lợn thường không gây chết cho người, nhưng gây trọng thương khiến đối thủ tàn tật và mất máu.
Ở châu Âu chúng không quá hung hăng, Luật ở Đức chỉ cho phép loại bỏ lợn rừng khi nó gây hại. Lợn rừng châu Âu đôi khi cũng có vụ việc lợn rừng tấn công và làm bị thương 4 người ở Berlin, Đức. một con lợn rừng đã tấn công 4 người. Cả bốn nạn nhân đều bị thương. Nếu gặp một con lợn đơn độc vừa bị thương bởi đạn súng săn chẳng hạn, nó sẽ không ngần ngại lao vào tấn công với mục đích trả thù đồng loại của kẻ đã sát thương nó. Một khi đám heo con đang đứng trước nguy cơ gặp nạn thực sự, heo mẹ sẽ lao thẳng tới, sẵn sàng liều chết để cứu đàn con.

## Phạm vi

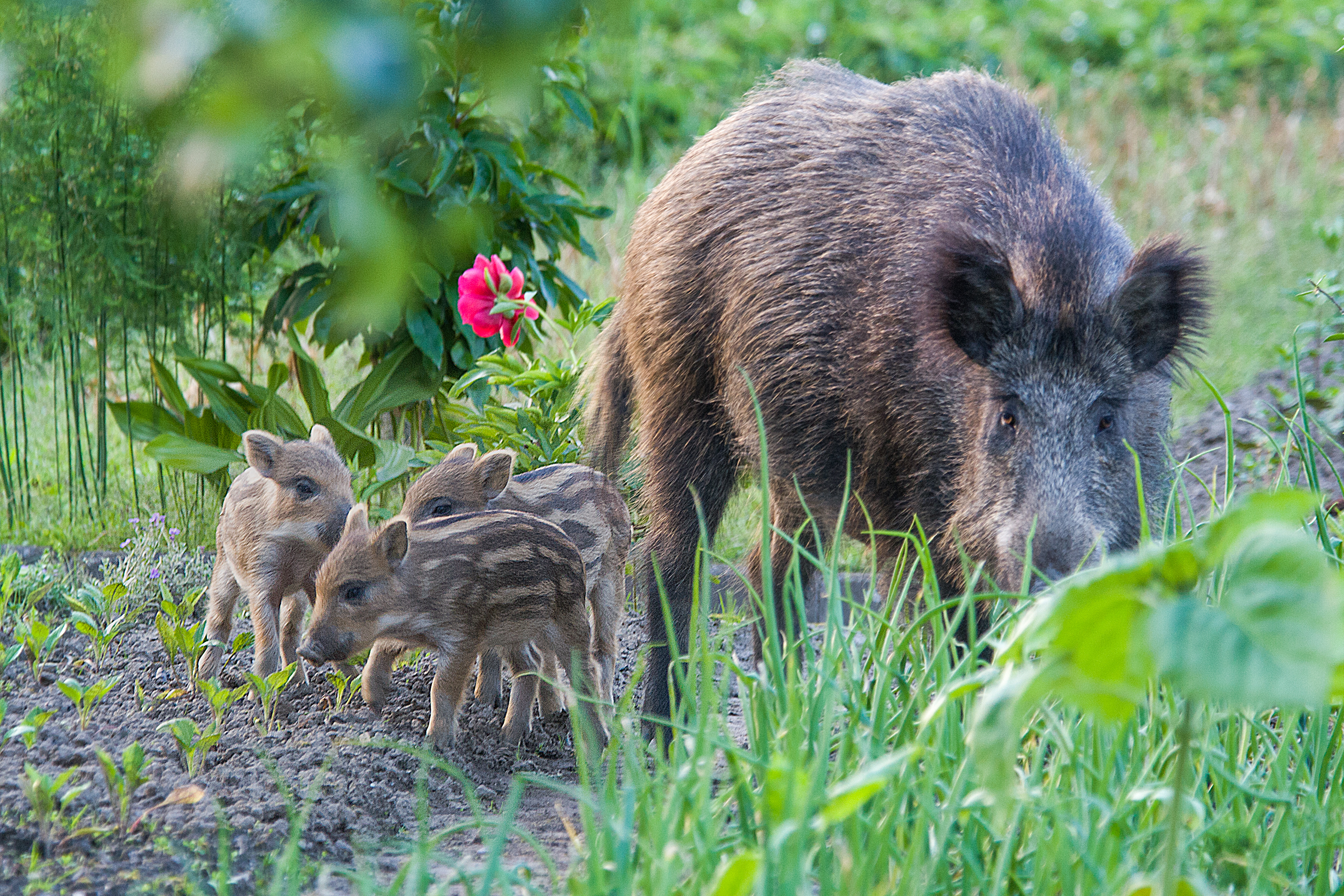
Lợn mẹ và đàn lợn con

Vùng sống của lợn rừng Eurasian khá đa dạng, từ ôn đới tới nhiệt đới, bán sa mạc tới các rừng ẩm ướt, đồng cỏ cho tới rừng rậm và thường đến những vùng cây trống để kiếm ăn. Lợn rừng có ngay cả vùng Pyrencees có độ cao 2.400m. Lãnh địa của lợn rừng ngày nay đã thay đổi rất lớn, một phần do săn bắn, một phần lợn rừng bị bắt nhốt để nuôi đã sổng ra và quay trở lại đời sống hoang dã. Sau nhiều năm quần thể lợn rừng bị giảm xuống. Tại Anh hầu như lợn này bị tuyệt chủng vào thế kỷ 13. Tại Đan Mạch con lợn rừng cuối cùng bị bắn vào đầu thế kỷ 19 và những năm 1900 hình như biến mất ở Đức, Áo và Italy. Những năm 1930 tại Nga lợn rừng từng biến mất hẳn trong tự nhiên.
Ngược lại trong thời gian này lại tồn tại những quần thể rừng rất lớn tại Pháp và Tây Ban Nha, mặc dù chúng cũng bị săn bắn rất nhiều để phục vụ thực phẩm và thể thao giải trí. Sự trở lại của các quần thể lợn rừng bắt đầu từ thế kỷ trước. Năm 1960 lợn rừng đến Saint Petersburg và Moscow, năm 1975 người ta bắt gặp loài này ở Archanglsk và Astrakhan. Những năm 1970 chúng có mặt tại Đan Mạch và Thụy Sĩ, nơi đây lợn bị bắt nhốt đã đào thoát vào rừng và sống trong hoang dã. Vào năm 2000 tại Thụy Điển có khoảng 80.000 con lợn rừng, nhưng nay có thể lên đến 100.000. Những năm 1990 lợn rừng di chuyển sang vùng Toscana (Italy). Tại Anh lợn rừng trước đó được nhập từ châu Âu và những năm 1990 sau khi thoát khỏi các trang trại nuôi đã tụ tập và tái hình thành đàn trong tự nhiên.

## Với con người

### Săn bắt
Lợn rừng châu Âu là đối tượng cho những chuyến đi săn của người châu Âu trong lịch sử và ngày nay, đối với tầng lớp quý tộc, săn lợn rừng là một trò mua vui nhưng cũng là bài kiểm tra về lòng dũng cảm. Chúng là một trong những loài động vật hoang dã bị con người săn bắn nhiều nhất. Bất cứ người thợ săn từng trải nào cũng có thể kể vô số chuyện về sự khôn ngoan, thậm chí cả về những khả năng của heo rừng. Ví như tại một khoảng rừng sâu giữa Siberia thuộc Liên bang Nga, trong những đêm trăng sáng, đàn heo thường di chuyển dọc theo bóng ngả xuống từ dãy cột truyền tải điện để tránh bị phát hiện.

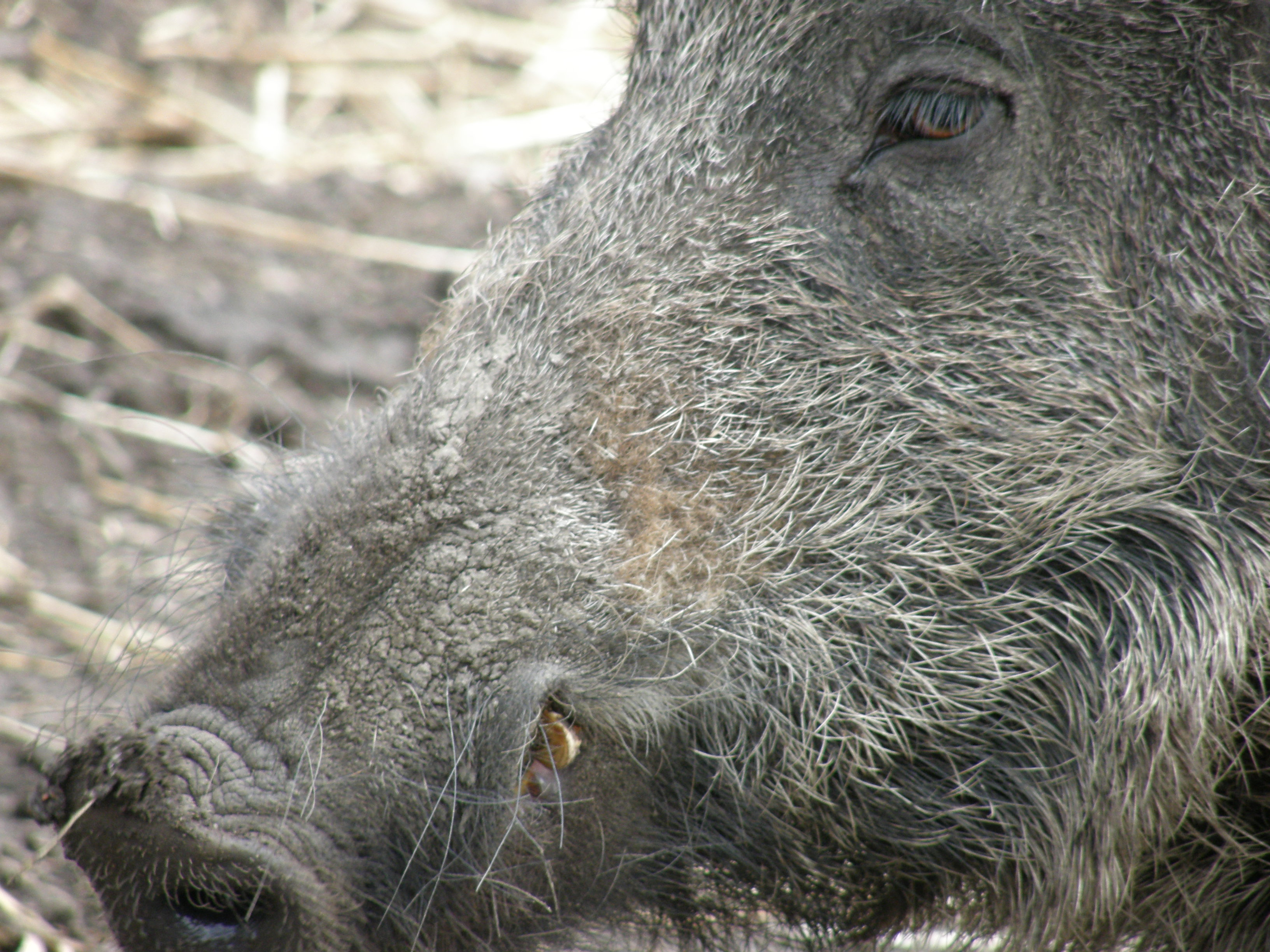
Săn lợn rừng là một cuộc chơi (game) nguy hiểm vì lợn rừng rất hung dữ

Vào thời trung cổ châu Âu, Các bộ tộc người Đức coi con nai và không phải là lợn đực giống như là sự cao quý nhất. Không giống như những người La Mã cho ai heo rừng săn bắn được coi là một trò tiêu khiển đơn giản, săn bắt lợn trong thời trung cổ châu Âu đã được chủ yếu là thực hiện bằng cách thức của giới quý tộc với mục đích rèn luyện kỹ năng võ nghệ. Đó là truyền thống cao quý để thử thách con ngựa của mình một khi lợn bị dồn ép và để kết thúc nó với một con dao găm. Để tăng cường tính thách thức, một số thợ săn sẽ bắt đầu môn thể thao của họ ở mùa lợn giao phối, khi các loài động vật đã trở nên hăng hái và hung hăng hơn.
Nhiều tài liệu cho thấy rằng lợn rừng được mô tả phong phú trong thời trung cổ châu Âu. Có một mối tương quan của các tài liệu từ gia đình quý tộc và giáo sĩ cho biết có sự đòi hỏi cống phẩm từ bình dân dưới hình thức xác heo rừng hoặc bộ phận cơ thể của heo rừng. Năm 1015, Ottone Orseolo yêu cầu cho bản thân và người kế nhiệm ông đầu và bàn chân của mỗi con lợn bị giết trong khu vực của mình có ảnh hưởng. Ngoài ra dưới thời kỳ phong hầu kiến ấp này, nhiều lãnh chúa phong kiến đã khoanh vùng sinh sống của lợn rừng để dành riêng cho việc săn bắn. Trong giai đoạn này, vì thiếu vũ khí hiệu quả như súng, săn bắt lợn đòi hỏi một số tiền chi phí rất cao và lòng can đảm, và thậm chí cả vua Pháp Philip IV chết vì rơi xuống ngựa khi bị một con lợn tấn công.
Thời kỳ Phục hưng đã cho thấy việc giảm đáng kể của rừng đối với nông nghiệp, do đó làm giảm bớt một số quần thể heo rừng. Lợn đang ngày càng bị săn bắn của người giàu, những người sử dụng vũ khí tối tân hơn là sử dụng giáo, dao găm, cung tên, bây giờ đã có vũ khí cho phép họ giết lợn xa một cách nhanh chóng và hiệu quả, chỉ cần giương súng từ xa, ngắm chuẩn và bắn một phát một thì có thể dễ dàng đoạt mệnh được một con lợn rừng. Việc giảm số lượng lợn dẫn đến sự hình thành của khu dự trữ săn bắn. Tình trạng bất ổn dân sự sau khi kết thúc cuộc Cách mạng Pháp chấm dứt đặc quyền phong kiến và việc săn bắn đã được giải phóng dẫn đến giảm trong các quần thể heo rừng.

### Chăn nuôi

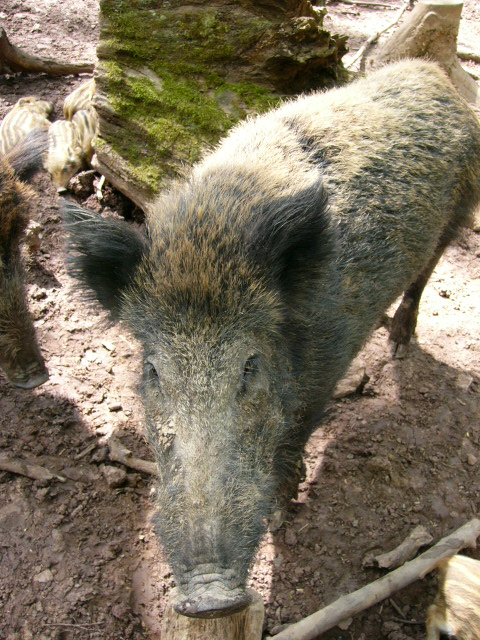
Nuôi lợn rừng ở châu Âu

Pháp là một nước nuôi khá nhiều lợn rừng, có đến 800 trại. Ngay trong tự nhiên số này đã rất lớn, năm 2004 – 2006 ước tính có 415.000 con và năm 2007 – 2008 đã tăng lên 522.000 con. Riêng mùa đông năm 2010 thợ săn đã săn 500.000 con, gấp 10 lấn so với 30 năm trước mặc dù mức độ săn bắn ngày càng tăng nhanh, nhưng đàn lợn cũng sinh sản nhanh đến mức mà thợ săn đã kêu gọi một cuộc chiến với lợn rừng. Nước Anh nuôi lợn rừng theo kiểu chăn nuôi hữu cơ (Organic farming). Tại nước này có hai kiểu được ứng dụng đó là quảng canh (chăn thả tự do–free ranged) và thâm canh (brown-dirt’ farming). Kiểu đầu được ưa chuộng hơn vì đảm bảo được yêu cầu về phúc lợi động vật và thịt lợn sản xuất ra cũng có vị ngon hơn. Kiểu này yêu cầu phải có các trang bị như đất, hàng rào, các công cụ xử lý lợn, đàn giống,... Tuy nhiên nhược điểm lớn nhất của kiểu này là lợn phá hủy lớp trên của bề mặt đất.
Lợn rừng được xem là động vật nguy hiểm và nằn trong sự quản chế của Luật động vật nguy hiểm (Dangerous Wild Aminals Act) 1976 (sữa đổi) Order 1984. Theo Farm Diversitification thì tại nước Anh hiện có 100 trại, riêng tại Scotland đã có 30 với khoảng 2.000 lợn nái sinh sản. Tại Anh thịt lợn rừng đã có trong thực đơn của người nước này hàng ngàn năm trước đây. Săn bắn lợn rừng là môn thể thao, còn thịt lợn rừng là thực phẩm cho nô lệ (noble classes). Hơn 300 năm trước lợn rừng được săn bắn nhiều đến mức tận diệt. Chúng còn tồn tại ở Đức, Pháp, Đan Mạch, và từ các nước này lợn rừng được đưa quay trở lại nước Anh và được nhân giống, nuôi dưỡng ở những trang trại chăn nuôi thuận lợi. Tại Tây Ban Nha: Người ta cho rằng lợn rừng được du nhập đến đây bởi Hernando de Soto vào năm 1539. Tại đây chúng được nuôi thả tự do trên đồng cỏ như ở Anh. Tại Mỹ có hình thức là lai giữa lợn rừng và lợn nhà và nuôi thả trong các vườn quốc gia để phục vụ săn bắn gọi là Wild Game Boar. Loại lợn này cũng được mổ thịt và xuất bán.

### Du nhập
Lãnh địa ban đầu của chúng là ở châu Âu, người Tây Ban Nha đem lợn rừng tới Bắc Mỹ trong thế kỷ 16 để phục vụ hoạt động săn bắn và đến nay, Khoảng 5 triệu con lợn hoang đang tung hoành khắp nước Mỹ và trở thành vấn đề lớn đối với giới chức nước này. Christopher Columbus được biết là đã cố ý phát tán heo nhà ở Tây Ấn trong chuyến đi thứ hai của mình để là nguồn thực phẩm dự trữ cung cấp cho các cuộc thám hiểm trong tương lai với một nguồn cung cấp thực phẩm miễn phí. Hernando de Soto được biết là đã du nhập lợn nhà Á-Âu đến Florida năm 1539, mặc dù Juan Ponce de León có thể đã du nhập những con lợn đầu tiên vào đất liền Florida vào năm 1521. Như vậy Người Tây Ban Nha đem lợn rừng tới Bắc Mỹ trong thế kỷ 16 để phục vụ hoạt động săn bắn. Ở Nam Mỹ, trong thời gian đầu thế kỷ XX, lợn đã được du nhập tại Uruguay cho mục đích săn bắn và cuối cùng vượt qua biên giới vào Brazil trong những năm 1990, nhanh chóng trở thành một loài xâm lấn.
Người dân Mỹ thấy lợn rừng tại ba phần tư số bang. Số lượng lợn rừng đạt mức cao nhất tại bang Texas. Vì thế giới chuyên gia dự đoán những vấn đề mà lợn hoang gây nên tại Texas sẽ trở nên tồi tệ hơn trong tương lai, bất chấp việc chính quyền bang chi 7 triệu USD mỗi năm để khống chế sự sinh sôi của lợn. Số lượng của chúng đang tăng nhanh chóng ở nhiều khu vực, Khả năng sinh sản cao là yếu tố chính giúp lợn hoang sinh sôi mạnh mẽ. Những con lợn rừng được nhập khẩu vào bang Texas từ châu Âu. Trước kia người dân Mỹ nuôi chúng trong nhà, nhưng sau đó nhiều con thoát ra ngoài và sinh sản trong môi trường hoang dã. Hệ thực vật của nhiều vùng trong bang Texas bị tàn phá nghiêm trọng bởi sự hiện diện của chúng.
Sau khi chào đời 6 tháng, lợn cái đã có thể mang thai. Chúng sinh ra trung bình sáu con mỗi lứa và mỗi năm chúng đẻ trung bình 1,5 lứa. Chúng gây nên thiệt hại kinh tế 1,5 tỷ USD mỗi năm. Theo thống kê của Bộ Nông nghiệp Mỹ, hơn 5 triệu con lợn rừng đang sống tại các bang. khá hung dữ đối với người và thú nuôi. Chúng có thể gây nên nhiều mối họa đối với thiên nhiên, ví dụ như ăn những động vật nguy cấp hay phát tán những loài cỏ xâm lấn. Ngoài ra, lợn rừng có thể truyền hơn 30 loại bệnh cho con người, gia súc và các động vật hoang dã khác. Thói quen đào đất và ăn rễ cây của chúng làm giảm năng suất cây trồng trong nông trại. Những chiếc hố mà lợn rừng tạo ra trên đường có thể gây nên tai nạn giao thông bất ngờ.

## Trong văn hóa

### Châu Âu
Lợn rừng châu Âu có ảnh hưởng nổi bật trong văn hóa về heo ở Scandinavia, Đức và Anglo-Saxon, với hình ảnh của mình khi thường xuyên được khắc trên mũ trụ, khiên và kiếm. Theo Tacitus, Bộ tộc Baltic Aesti đặc trưng với hình tượng con lợn trên mũ trụ của họ, và có thể có mặt nạ heo rừng. Lợn rừng châu Âu đã được đặt ở vị trị đặc biệt trang trọng cao bởi người Celt, người coi chúng là con vật linh thiêng quan trọng nhất của họ. Một số vị thần Celtic liên quan đến lợn bao gồm Moccus và Veteris.
Hình tượng con lợn rừng châu Âu trên các huy hiệu ở châu Âu

Nó đã được gợi ý rằng một số huyền thoại đầu xung quanh người anh hùng Welsh Culhwch liên quan đến các nhân vật chính là con trai của một vị thần heo rừng. Tuy nhiên, tầm quan trọng của lợn đực như là một mục ẩm thực giữa các bộ lạc Celtic có thể đã được phóng đại trong văn hóa phổ biến của những câu chuyện về Asterix, như xương heo rừng là hiếm trong số các địa điểm khảo cổ Celtic, và số ít đó xảy ra cho thấy không có dấu hiệu của sự tàn sát, có thể được sử dụng trong các nghi lễ hiến tế.

### Hy Lạp
Trong văn hóa Hy Lạp cổ đại, heo rừng đại diện cái chết, do mùa săn bắn của nó bắt đầu vào ngày 23 tháng 9, kết thúc gần cuối năm. Heo rừng cũng được coi là một đại diện của bóng tối chiến đấu chống lại ánh sáng do màu sắc bộ lông tối tăm của nó và thói quen ăn đêm. Săn heo rừng xuất hiện thường xuyên trong thần thoại Hy Lạp cổ đại và văn học. Việc đề cập đến ghi nhận đầu tiên của một cuộc săn lợn rừng ở châu Âu xảy ra ở 700 trước Công nguyên trong màn biểu diễn của người đi săn heo rừng Calydonian của Homer. Trong tác phẩm Odyssey của Homer, Odysseus đã bị thương ở chân trong cuộc săn heo rừng khi còn là một cậu bé. Vết sẹo trên chân của mình là những gì dẫn Eurycleia để nhận ra anh trên trở về từ Ithaca. Trong truyền thuyết của Hoàng tử Adonis, nhân vật đi săn heo rừng và bị giết chết bởi nó. Kỳ công thứ ba của Heracles tham gia chụp con lợn Erymanthian. Theo truyền thuyết của việc thành lập Êphêsô, thành phố được xây dựng trên mặt đất, nơi một con lợn đã bị giết bởi Hoàng tử Androclos.
Trong thần thoại Hy Lạp về 12 kỳ công của Héc-Quyn, có nhiệm vụ Con heo rừng ở núi Erymanthus, Nhiệm vụ thứ tư này đưa Heracles về lại Arcadia trong cuộc truy lùng con heo rừng khổng lồ và tàn ác, mà chàng được yêu cầu phải bắt sống nó. Trong khi đang theo dấu con vật, chàng dừng chân ghé thăm nhân mã Pholus. Con nhân mã trong khi đang xem một trong những mũi tên của Heracles thì tình cờ làm rơi trúng chân mình. Do mũi tên đã được tẩm nọc độc của con rắn Hydra nên làm cho Pholus chết ngay lập tức. Heracles cuối cùng cũng xác định được vị trí con heo rừng trên đỉnh Erymanthus và tìm được cách lùa nó vào trong một bãi tuyết, tóm chặt nó. Vác con heo rừng lên vai, Heracles mang nó về cho Eurysheus, làm hắn sợ hãi nép mình sau cánh cửa kho hé mở như thường lệ. Và chiến lợi phẩm của chàng là 1 cây chùy được làm bằng sấm chớp.